# Cerco de Cízico
O Cerco de Cízico foi um cerco à cidade mísia de Cízico realizado entre 74 e 73 a.C. pelas forças do Reino do Ponto no início da Terceira Guerra Mitridática. O general romano Lúcio Licínio Lúculo seguiu até a cidade para enfrentar os pônticos e conseguiu uma vitória decisiva para os romanos.

## História
Depois de uma vitória decisiva contra Marco Aurélio Cota na Batalha de Calcedônia, Mitrídates VI cercou a cidade aliada romana de Cízico, que conseguiu resistir tempo suficiente para permitir a chegada do cônsul romano Lúculo com um outro exército. Mitrídates tentou convencer os cízicos que o exército romano eram suas próprias forças forças de reserva, mas Lúculo conseguiu enviar um emissário secretamente até a cidade para avisar de sua chegada.
Com a chegada do inverno, as forças de Mitrídates, cercadas pelos romanos, se viram na possibilidade de ficar sem recursos. Depois de perder boa parte de sua cavalaria e muitos suprimentos na Batalha do Ríndaco, o rei fugiu pelo mar enquanto seu exército marchou pela costa do mar de Mármara até o porto de Lâmpsaco. No caminho, eles foram atacados e destruídos na Batalha de Cabira, perto do rio Ríndaco.